# Baphia aurivellera
Baphia aurivellera är en ärtväxtart som beskrevs av Paul Hermann Wilhelm Taubert. Baphia aurivellera ingår i släktet Baphia och familjen ärtväxter. Inga underarter finns listade i Catalogue of Life.